# طواف فلاندرز 2015
طواف فلاندرز 2015 (بالفرنسية: Tour des Flandres 2015)‏ هو سباق دراجات هوائية، وهو الموسم رقم 99 من طواف فلاندرز، وأقيم في 5 أبريل 2015، وامتدّ لمسافة 264 كيلومتر ضمن سباقات طواف العالم للدراجات 2015، وشارك فيه 199 متسابقاً ووصل إلى نهايته 133 متسابقاً.
فاز بالمركز الأول ألكسندر كريستوف، وبالمركز الثاني نيكي تيربسترا، وبالمركز الثالث جريج فان أفرمت.

## الفرق
| فرق عالمية (17)- AG2R La Mondiale - Astana - BMC Racing - Cannondale-Garmin - Etixx-Quick Step - FDJ - Giant-Alpecin - IAM Cycling - Katusha - Lampre-Merida - Lotto NL-Jumbo - Lotto-Soudal - Movistar Team - Orica-GreenEDGE - Sky - Tinkoff-Saxo - Trek Factory Racing فرق قارية محترفة (8)- أندروني جوكاتولي-سيدرمك 2015 ‏ - Bora-Argon 18 - Cofidis, Solutions Crédits - Europcar - MTN-Qhubeka - رومبوت تشارلز ‏ - سبورت فلاندرين بالويس 2015 ‏ - Wanty-Groupe Gobert |  |
| |  |

## التصنيف العام النهائي
| التصنيف العام                          | التصنيف العام   | التصنيف العام | التصنيف العام     | التصنيف العام |
| العداء                                 | العداء          | البلد         | الفريق            | الوقت         |
| -------------------------------------- | --------------- | ------------- | ----------------- | ------------- |
| 1                                      | ألكسندر كريستوف | النرويج       | كاتيوشا           | 6 س 26 د 32 ث |
| 2                                      | نيكي تيربسترا   | هولندا        | إتيكس-كويك ستيب   | + 0 ث         |
| 3                                      | جريج فان أفرمت  | بلجيكا        | بي إم سي راسينغ   | + 7 ث         |
| 4                                      | بيتر ساغان      | سلوفاكيا      | تينكوف-ساكسو      | + 16 ث        |
| 5                                      | تيسج بنوت       | بلجيكا        | لوتو سودال        | + 36 ث        |
| 6                                      | لارس بوم        | هولندا        | أستانا            | + 36 ث        |
| 7                                      | جون ديجينكولب   | ألمانيا       | Giant-Alpecin     | + 49 ث        |
| 8                                      | يورغن رويلاندز  | بلجيكا        | لوتو سودال        | + 49 ث        |
| 9                                      | زدينيك ستيبار   | التشيك        | إتيكس-كويك ستيب   | + 49 ث        |
| 10                                     | مارتن إلميغر    | سويسرا        | آي أيه إم سايكلنغ | + 49 ث        |
| مصدر: ProCyclingStats Cycling Archives |                 |               |                   |               |

## وصلات خارجية
- الموقع الرسمي
- لمحة عن سباق طواف فلاندرز 2015 على موقع  ProCyclingStats   (برو  سايكلنج  ستاتس) - إحصاءات  محترفي  الدراجات.
- طواف فلاندرز 2015 على موقع إحصائيات الدراجات الإحترافية (الإنجليزية)
- طواف فلاندرز 2015 في موقع Cycling Archives سايكلنج أركايفز